# Briologia
A briologia é o ramo da biologia e botânica que estuda as briófitas.

## Alguns briólogos notáveis
- Miles Joseph Berkeley (1803–1889)
- Elizabeth Gertrude Britton (1858–1934)
- Margaret Sibella Brown (1866–1961)
- Agnes Fry (1869 - 1957/8)
- Heinrich Christian Funck (1771–1839)
- Robert Kaye Greville (1794–1866)
- Wilhelm Theodor Gümbel (1812–1858)
- Inez M. Haring (1875–1968)
- Hiroshi Inoue (1932–1989)
- Kathleen King (1893–1978)
- Mary S. Taylor (born 1885)
- Frances Elizabeth Tripp (1832-1890)
- Carl Friedrich Warnstorf (1837–1921)